# Thin Line Between Love and Hate
Thin Line Between Love and Hate is een nummer van de Amerikaanse band The Persuaders uit 1971, afkomstig van hun gelijknamige album. In 1984 bracht de Britse band The Pretenders een cover van het nummer uit, als vijfde en laatste single van hun derde studioalbum Learning to Crawl.
De originele versie van The Persuaders werd alleen in Amerika een hit. Op de versie van The Pretenders is in de tekst het vertellersperspectief van de eerste persoon naar de tweede persoon. Paul Carrack verzorgt achtergrondvocalen op deze cover. In tegenstelling tot de originele versie, scoorden The Pretenders met hun cover een kleine hit op de Britse eilanden en in Nederland. In het Verenigd Koninkrijk kwam het tot de 49e positie, terwijl het in de Nederlandse Top 40 succesvoller was met een 27e positie.